# Processione trionfale dell'imperatore Massimiliano
La Processione trionfale dell'imperatore Massimiliano (de. Triumphzug Kaiser Maximilians), spesso solo Processione trionfale (de. Triumphzug) o Trionfi di Massimiliano, è una serie monumentale di xilografie del XVI secolo di diversi artisti, commissionata dall'Imperatore del Sacro Romano Impero Massimiliano I d'Asburgo. Un'opera composita stampata da oltre 130 blocchi di legno separati; se ne conoscono un totale di 139. Lunga circa 54 metri (177 ft), è una delle stampe più grandi mai prodotte. Fu concepita per essere incollata alle pareti dei municipi o dei palazzi dei principi per creare un fregio decorativo, espressione del potere e della magnificenza dell'Imperatore: una forma pittorica della contemporaneo "Entrata reale" che come molti ingressi rinascimentali si rifà al trionfo romano.
Le carte di Massimiliano mostrano che intendeva la processione per «abbellire le pareti delle camere del consiglio e delle grandi sale dell'Impero, proclamando ai posteri i nobili obiettivi del loro ex-sovrano.» Era una delle numerose opere di propaganda in forma letteraria e stampata commissionate da Massimiliano, che era sempre drasticamente a corto di soldi e non aveva i fondi per organizzare effettivamente una cerimonia del genere, a differenza dei suoi discendenti asburgici.
Alcune di queste miniature sono ancora conservate nella loro forma originale nella Biblioteca Nazionale Austriaca e nell'Albertina (Vienna). Potevano anche essere rilegato come un libro, e sono le copie trattate in questo modo che sono sopravvissute, così come quelle delle successive ristampe.

## Storia

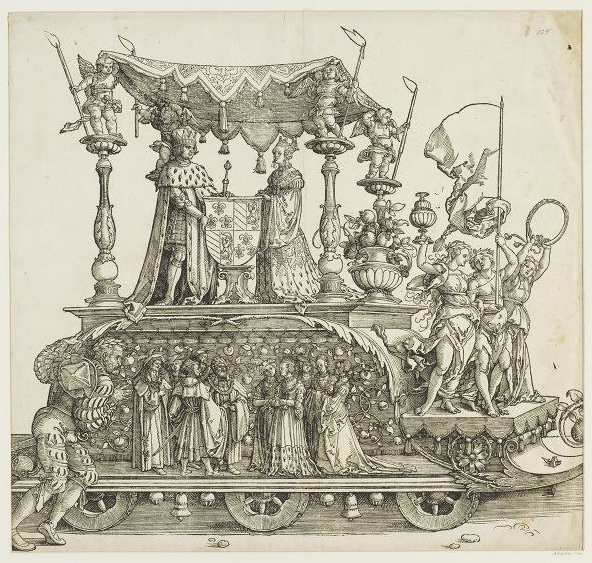
Uno dei carri con gli antenati dell'imperatore Massimiliano.

Legato all'Italia anche per vincoli matrimoniali, colto e imbevuto di umanesimo, Massimiliano I d'Asburgo cercò di dare un nuovo aspetto, aulico e classicheggiante, al suo impero radicato soprattutto nella zona alpina, dalla Svizzera a Trieste. L'imperatore stabilì la sua corte nella piccola ma elegante Innsbruck, al centro del Tirolo, dove diede avvio a importanti imprese artistiche, come la realizzazione di un corteo di statue bronzee colossali da destinare al suo sepolcro (v.si Maximilianeum) e le enormi opere a stampa.
La Processione trionfale è una delle tre stampe commissionate da Massimiliano. Gli altri due progetti furono in gran parte progettati da Albrecht Dürer che l'imperatore aveva conosciuto a Norimberga nel 1512: un Arco trionfale (1512-5, 192 pannelli xilografici, 10 piedi (3,0 m) di altezza e 12 piedi (3,7 m) di larghezza) e una Grande carrozza trionfale (1522, 8 pannelli xilografici, 1,5 piedi (0,46 m) alto 8 piedi (2,4 m) lungo) che originariamente doveva far parte proprio della Processione trionfale ma fu pubblicato separatamente da Dürer nel 1522.
L'Arco trionfale anticipa concettualmente la Processione trionfale: una gigantesca xilografia, vera antesignana dei moderni poster, composta da 193 blocchi stampati separatamente e riuniti insieme a formare il grande soggetto centrale, con storie della vita di Massimiliano e dei suoi antenati. Essa richiese, oltre al contributo di Dürer, quello di eruditi, architetti e intagliatori.
Questi progetti monumentali riflettono la posizione di Massimiliano come imperatore del Sacro Romano Impero e lo collegano agli archi di trionfo e ai trionfi dell'antica Civiltà romana. Solo l'Arco trionfale fu completato prima della morte di Massimiliano nel 1519 e distribuito come propaganda imperiale come il sovrano intendeva. Altri progetti erano i libri in versi e stampati: il Theuerdank, un romanzo cavalleresco allegorico sul corteggiamento di Massimiliano a Maria di Borgogna, e il Der Weisskunig, altro romanzo cavalleresco allegorico.
I lavori alla monumentale Processione furono interrotti dalla morte di Massimiliano e le tavole lignee divise, causa la disputa sulla successione, tra Innsbruck (spec. nel Castello di Ambras) e Graz. Furono riunite a Vienna al tempo di Maria Teresa d'Austria (r. 1740-1780).

## Descrizione

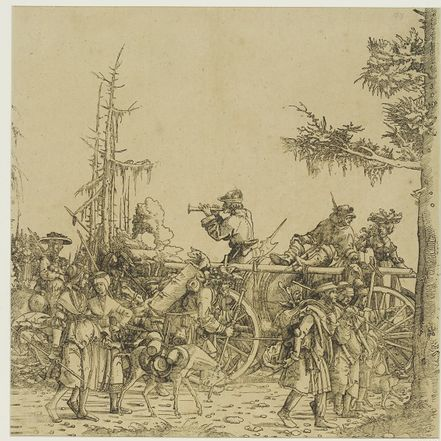
Parte del treno dei bagagli.

Il programma iconografico della Processione trionfale fu elaborato da Massimiliano e Johannes Stabius nel 1512 e dettato al segretario di Massimiliano, Marx Treitsaurwein. Hans Burgkmair, il primo tra i pittori tedeschi di scuola rinascimentale italiana e anche il primo a utilizzare la tecnica del chiaroscuro nelle sue xilografie, progettò gran parte della Processione trionfale, con progetti per 67 blocchi di legno nei quali si distacca dall'esempio italiano e sviluppa una maniera più personale. Altri contributi furono forniti dagli epigoni del Rinascimento tedesco: Albrecht Altdorfer (38 blocchi); Hans Springinklee (20); Leonhard Beck (7); Hans Leonhard Schäufelein (2), già illustratore del Theuerdank sotto la direzione del Burgkmair; Wolf Huber (2) e Dürer (2).
I disegni furono intagliati dal 1516 al 1519 da una grande squadra di scultori guidati da Jost de Negker, tra cui Hieronymus Andreae, Cornelis Liefrinck e Willem Liefrinck.
I lavori non furono terminati entro la morte di Massimiliano nel 1519 e il progetto si fermò con 139 blocchi completati. Un gran numero di ritratti di cortigiani e principi tedeschi, già pianificati, furono tra le vittime della chiusura dei lavori e non furono mai realizzati. Dürer cessò di percepire la pensione annua di 100 fiorini corrisposta sotto Massimiliano e, per rifarsi, pubblicò a parte, nel 1522, il Grande Carro Trionfale (nella descrizione che segue è riportato al posto previsto come tavola 122 "aggiunta") che fu sostituito da un equivalente più piccolo.
I soggetti sulle singole tavole che compongono il corteo sono: 
- un araldo nudo che cavalca un grifone all'inizio dell'opera (tav. 1);
- una grande cornice vuota trainata da due cavalli (destinata ad essere scolpita con il titolo), seguita da un vasta raccolta di musici, molti su carri trainati da animali esotici (3-4, 17-26, 77-78 ecc.);
- tamburini, falconieri e cacciatori accompagnati dalle loro prede (5-14);
- due carri contenenti giullari e sciocchi (27-30);
- schermitori, torneari e giullari (33-56);
- 29 gruppi di alfieri a cavallo che portano le bandiere dei numerosi titoli e territori di Massimiliano (57-88);
- un carro per le nozze di Massimiliano (89-90);
- carrozze con raffigurazioni delle vittorie militari di Massimiliano (91-102);
- carro per le nozze del figlio di Massimiliano, Filippo I d'Asburgo, con Giovanna di Castiglia (105);
- carrozze con gli antenati di Massimiliano (106-110);
- soldati e prigionieri di guerra, e infine la carrozza trionfale su 8 tavole di Dürer contenente lo stesso Massimiliano trainato da dodici cavalli (122 "aggiunta");
- seguono i rappresentanti dei popoli stranieri, alcuni dei quali molto esotici come gli indiani di Kozhikode (Calicut) con un elefante (129) e dei indiani d'America (130);
- soldati e la salmeria (132-137), raffigurata mentre scende da un paesaggio collinare alpino;
- l'ultimo blocco (137) mostra un carro carico di pentole e un ciabattino che porta dei bastoni con delle scarpe appese.

Le tavole della Processione trionfale sono un'importante fonte iconografica per i dettagli degli strumenti musicali e delle armi e armature dell'epoca.

## Opere a stampa
Una prima edizione a stampa dei 137 blocchi della Processione, con tiratura di 200 copie, fu pubblicata nel 1526 per ordine del nipote di Massimiliano, l'arciduca Ferdinando. Una seconda edizione di 135 blocchi fu stampata nel 1777, con ulteriori edizioni pubblicate da Adam Bartsch, e poi nel 1883-1884 da Franz Schestag. Il British Museum possiede un insieme composito di 137 xilografie tratte da tre diverse edizioni, 97 dall'edizione del 1526, 36 dal 1777 e 4 dal 1796, con il testo che accompagnava l'edizione del 1796.
Il testo manoscritto è sopravvissuto a Vienna e 135 dei 139 blocchi di legno si trovano all'Albertina (Vienna).
La serie xilografica era talvolta colorata a mano, come altre stampe, ma non è da confondere con un diverso e molto più breve manoscritto miniato Trionfi di Massimiliano di Altdorfer del 1513-1515 (ora all'Albertina), con molte scene simili, ma anche molte in cui soldati a piedi portano stendardi contenenti rappresentazioni di particolari campagne dell'Imperatore.

### Graz
La versione stampata della Processione conservata nella biblioteca universitaria di Graz è composta da 99 xilografie di 41x37 cm circa, successivamente colorate. Sul bordo inferiore destro del primo foglio (secondo l'ordine di Graz) si trova la firma: pinx.Jos. Höger S.J. circa 1765. Finora questo nome non è stato provato in nessuna fonte.
Il corteo trionfale può essere suddiviso in più sezioni: araldi e alfieri guidano il corteo, seguiti da musici, a piedi e su carri, poi si schierano soldati, cacciatori e cavalieri. Poiché il corteo trionfale di Graz è incompleto, mancano i grandi carri trionfali del tempo di guerra (tranne una carrozza), le raffigurazioni dei prigionieri di guerra (tranne due) e il carro dell'imperatore. La fine del treno è il cosiddetto treno dei bagagli.
La colorazione è stata eseguita da Josef Höger nel 1765. Come per la maggior parte delle opere successivamente colorate, il lavoro è stato eseguito in varie fasi, con lo sfondo e le grandi aree di colore collegate dipinte da un impiegato della bottega e non dal maestro stesso. Tuttavia, a volte ci sono significative differenze di qualità nei dettagli dei fogli e si possono distinguere almeno due diverse mani. Sfortunatamente, non si conoscono documenti su Josef Höger, quindi non è possibile spiegare esattamente le differenze di qualità.

## Galleria d'immagini

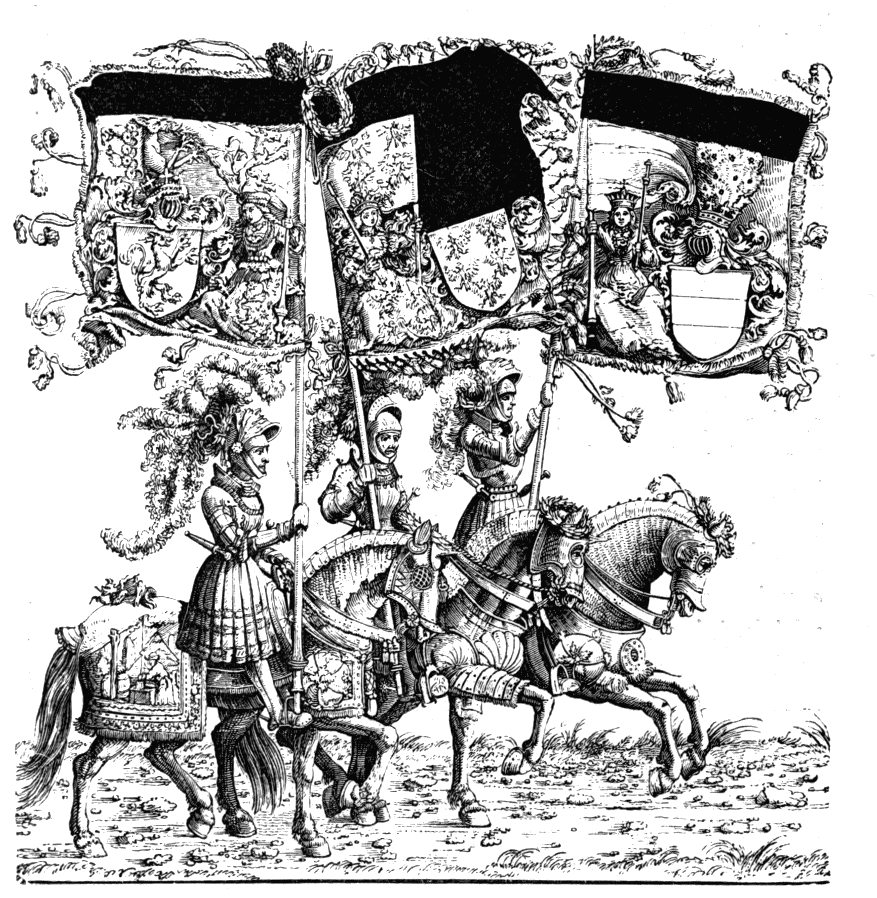
Araldi
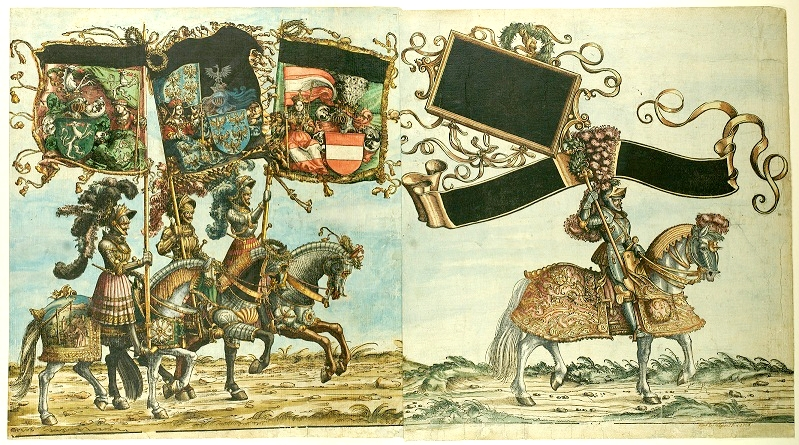
Araldi
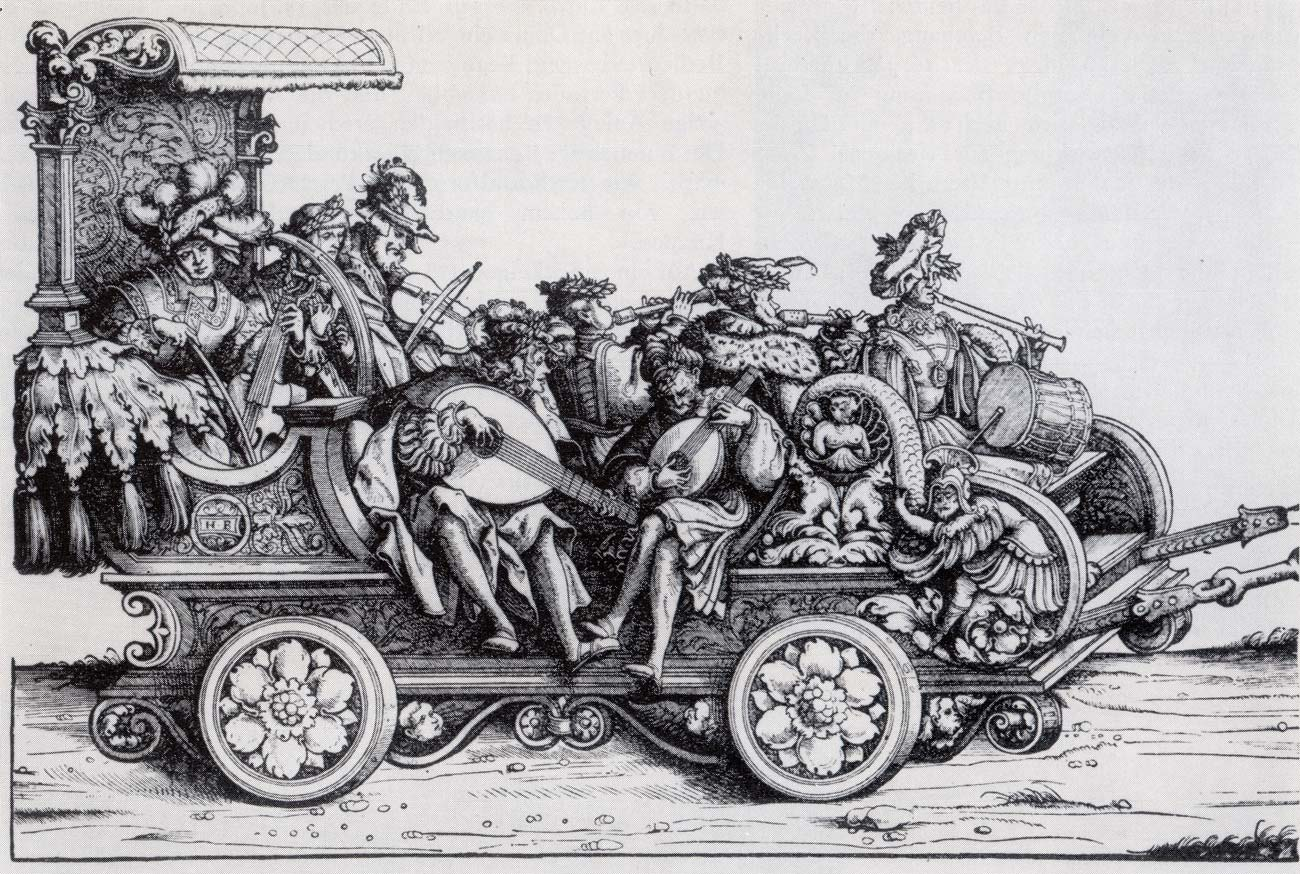
Il carro dei musici, di Hans Burgkmair
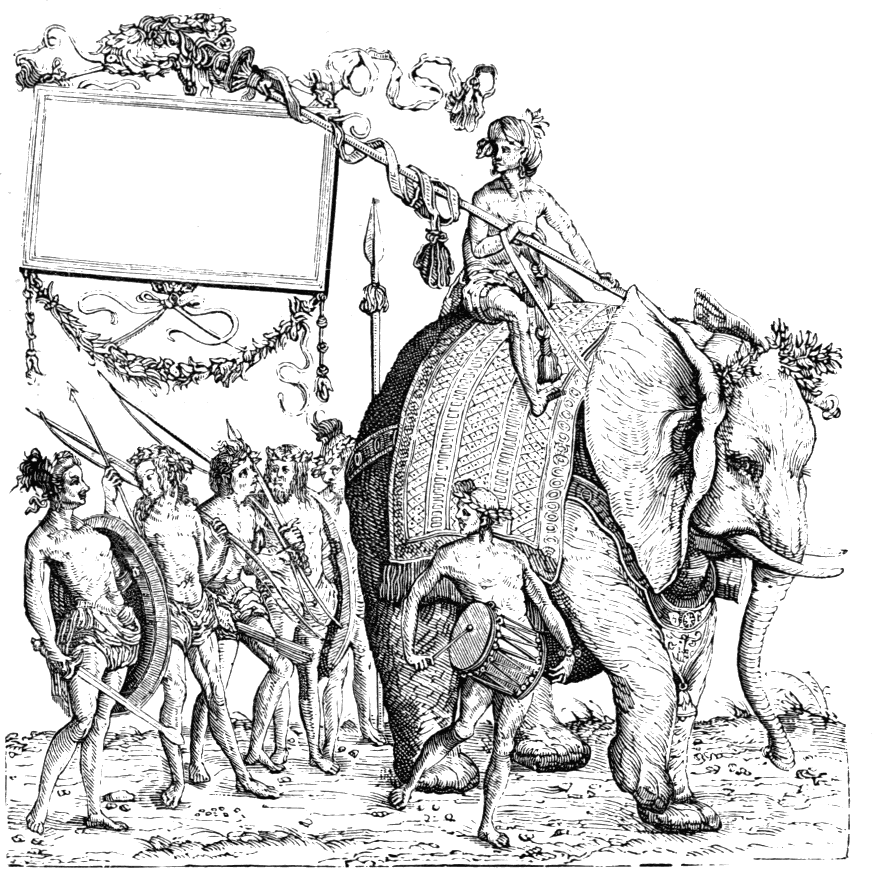
Emissari di Calicut